# Berding (Adelsgeschlecht)

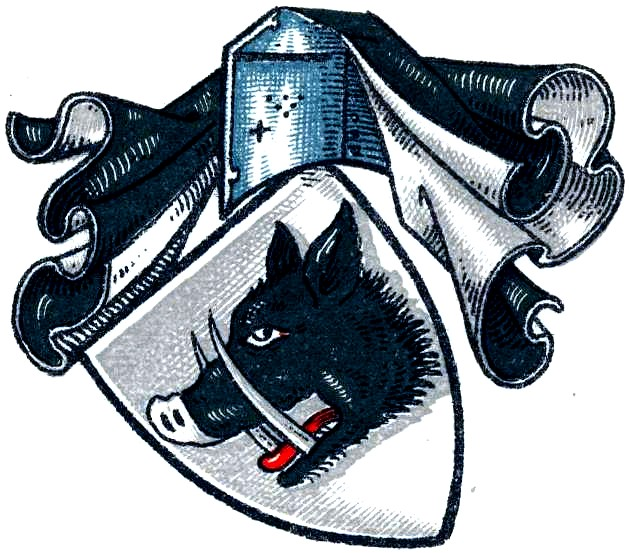
Wappen derer von Berding

Die Herren von Berding (auch: Bernding) waren ein westfälisches Adelsgeschlecht.

## Geschichte
Die Herren von Berding waren ein ritterliches Burgmannsgeschlecht zu Werl. Ihnen gehörte einer der ältesten Höfe der Stadt Werl, der Berdinghoven bzw. Hof Berding, der bereits 1185 in einer Urkunde des Grafen Gottfried II. von Arnsberg genannt wird. Außerdem besaß das Geschlecht einen Hof in Büderich (Werl), der noch Ende des 19. Jahrhunderts Schulte-Bering genannt wurde. Ferner einen Hof Weikebusch, vermutlich bei Ahlen im Münsterland.
Aus dem ritterlichen Geschlecht derer von Berding werden folgende Personen genannt:
- 1287: Ritter Hermann Berding
- 1288: Henricus de Berdink
- 1311: Hunold Berdink, schenkte dem bei Werl an den Linden erbauten Haus zur Aufnahme und Unterstützung armer Reisender einen Teil eines auf dem Papenrot gelegenen Ackers
- 1313, 1330: Henemannus de Berdink / Henemannus de Berding / Heinemannus Berdinc (= Heinrich von Berding), vom Grafen von Arnsberg mit der Vogtei des Hofs zu Neheim an der Ruhr belehnt; besaß Güter zu Ostönnen bei Werl, heute Stadt Soest
- 1326: Gödeke und Diedrich von Berding, Brüder
- 1338: Hunoldus de Berdinch, besaß Lehen zu Bremen bei Werl, heute Ortsteil der Gemeinde Ense
- 1338: Gobelinus de Berdinch, besaß Lehen zu Ostönnen
- 1370, 1381: Hunoldus de Berdinch castrensis in Werle, siegelte mit einem Schweinskopf

Eine Linie des Geschlechts soll bis Ende des 19. Jahrhunderts als Familie Bering zu Beringhof im Amt Menden gesessen haben. Diese Familie hatte die Berdingschen Güter in Büderich noch im Jahr 1731.

## Wappen
In Silber ein rechtsgewandter, schwarzer Eberkopf. Die Helmdecken sind schwarz-silber. Die Helmzier ist nicht bekannt.
Heinrich von Berding siegelte 1330 mit einem Haupt mit wild umherflatternden Haaren, einem Medusenhaupt ähnlich.